# 西班牙人民共产党
西班牙人民共产党（西班牙語：Partido Comunista de los Pueblos de España，缩写为PCPE）是西班牙的一个共产主义政党。该党成立于1984年12月15日，由几个分裂自西班牙共产党的亲苏派组织（包括西班牙统一共产党、争取西共恢复运动、争取西共恢复和统一运动、共产主义候选人和一些较小的团体）合并而成，当时取名为共产党；1986年，改用现名。该党的加泰罗尼亚分支是加泰罗尼亚共产主义工人党。